# Raúl Gustavo Aguirre
Raúl Gustavo Aguirre (* 2. Januar 1927 in Buenos Aires; † 18. Januar 1983 in Olivos, Provinz Buenos Aires) war ein argentinischer Literaturkritiker und Lyriker.
Aguirre übernahm 1950 zusammen mit Nicolás Espiro die redaktionelle Leitung der Zeitschrift „Poesía Buenos Aires“. Diese galt als Sprachrohr der Grupo Madi (Manifiesto invencionista) und entstand aus dem Surrealismus nach Vorbildern von Vicente Huidobro und Guillaume Apollinaire.

## Rezeption
Nach eigenem Bekunden sah Aguirre die Poesie als „... eine der wenigen, vielleicht die einzige Möglichkeit der wahren menschlichen Kommunikation“.
Nach dem Ersten Weltkrieg spaltete sich die moderne argentinische Literatur in zwei Lager, Grupo Florida und die Grupo Boedo. Aguirre, auch beeinflusst durch den Ultraismus, zählt als Verfechter eines erstarkten Neuhumanismus zur ersteren.

## Werke (Auswahl)
- Algundo memoria. 1960.
- Cuaderno de notas. 1957.
- Cuerpo del horizonte. 1951.
- La danza nupcial. 1954.
- Netze und Gewalten („Redes y violencias“). Hensel, Berlin 1971, ISBN 3-87329-077-4.
- Señales de vida. 1962.
- El tiempo de la rosa. 1945.